# Grigol Mgaloblishvili
Grigol Mgaloblishvili (in georgiano გრიგოლ მგალობლიშვილი; Tbilisi, 7 ottobre 1973) è un politico georgiano.
Dal novembre 2008 al febbraio 2009 è stato il Primo ministro della Georgia.
Dall'ottobre 2006 all'ottobre 2008 è stato ambasciatore della Georgia in Turchia. Dal giugno 2009 è il rappresentante della Georgia alla NATO.